# Rue Victor-Basch (Massy)
La  rue Victor Basch  est une rue de Massy dans le quartier Atlantis.

## Situation et accès
La rue Victor Basch  relie le rond-point Salvador-Allende, celui-ci à l'extrémité du quartier de Villaine à l’intersection  des rues de Versailles, de Mignaux et de l’avenue des Martyrs de Soweto, à l'avenue de Paris dans le quartier Atlantis. 
Après un passage sous plusieurs ponts ferroviaires au départ du rond-point Salvador-Allende, elle traverse le rond-point de la place Nelson Mandela au croisement de la rue de la Division-Leclerc en provenance du Vieux Massy  et de l’avenue Carnot vers la gare de Massy-Palaiseau.
Les rues Magellan et Robert Cavelier de la Salle y aboutissent à droite. La rue croise ensuite le mail du Commandant-Cousteau. 
Elle est desservie par la gare de Massy-Palaiseau.

## Dénomination
Son nom rend hommage à Victor Basch, philosophe français, président de la Ligue des droits de l'homme, assassiné avec son épouse Hélène par les miliciens, le 10 janvier 1944.

## Historique
Le tronçon entre le rond-point Salvador Allende et le rond-point Nelson-Mandela correspond à la très ancienne voie qui reliait le hameau de Villaine au village de Massy. 
Au-delà, le tracé de cette liaison rurale était approximativement celui de la rue de la Division-Leclerc sous le pont du RER C vers l’église et le centre.
La partie de la rue entre la place Nelson-Mandela et l'avenue de Paris, beaucoup plus récente, date de 1972 dans un site industriel à cette date, avec, notamment, l'usine de produits pharmaceutiques Clin-Comar installée en 1917 développée au cours des années 1920 (environ 200 ouvriers en 1927), Midy puis Sanofi à l'angle de la rue de Paris. Sur le terrain de l'usine détruite dans les années 1980, l'immeuble de bureaux de Sanofi construit vers 2010 est cédé par cette entreprise au Crédit agricole en 2019.

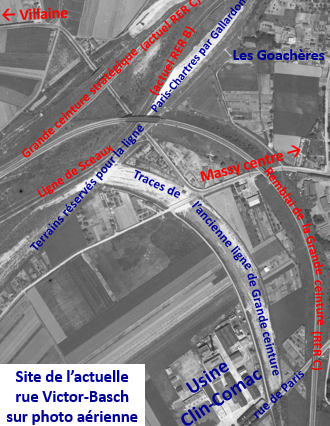
Site sur photo aérienne de 1937

Cette partie de la rue est à l'emplacement d'un tronçon de la ligne de Grande Ceinture établi en 1883, déplacé en 1910 et surélevé par création d'un remblai pour permettre le passage de la partie de Paris-Montparnasse à Massy-Palaiseau de la ligne de Paris à Chartres par Gallardon dont les travaux sont ensuite abandonnés. 
Ce tronçon de la rue est élargi vers 2010 et réaménagé avec création d'un terre-plein central vers 2014.

## Description

Passage sous ponts
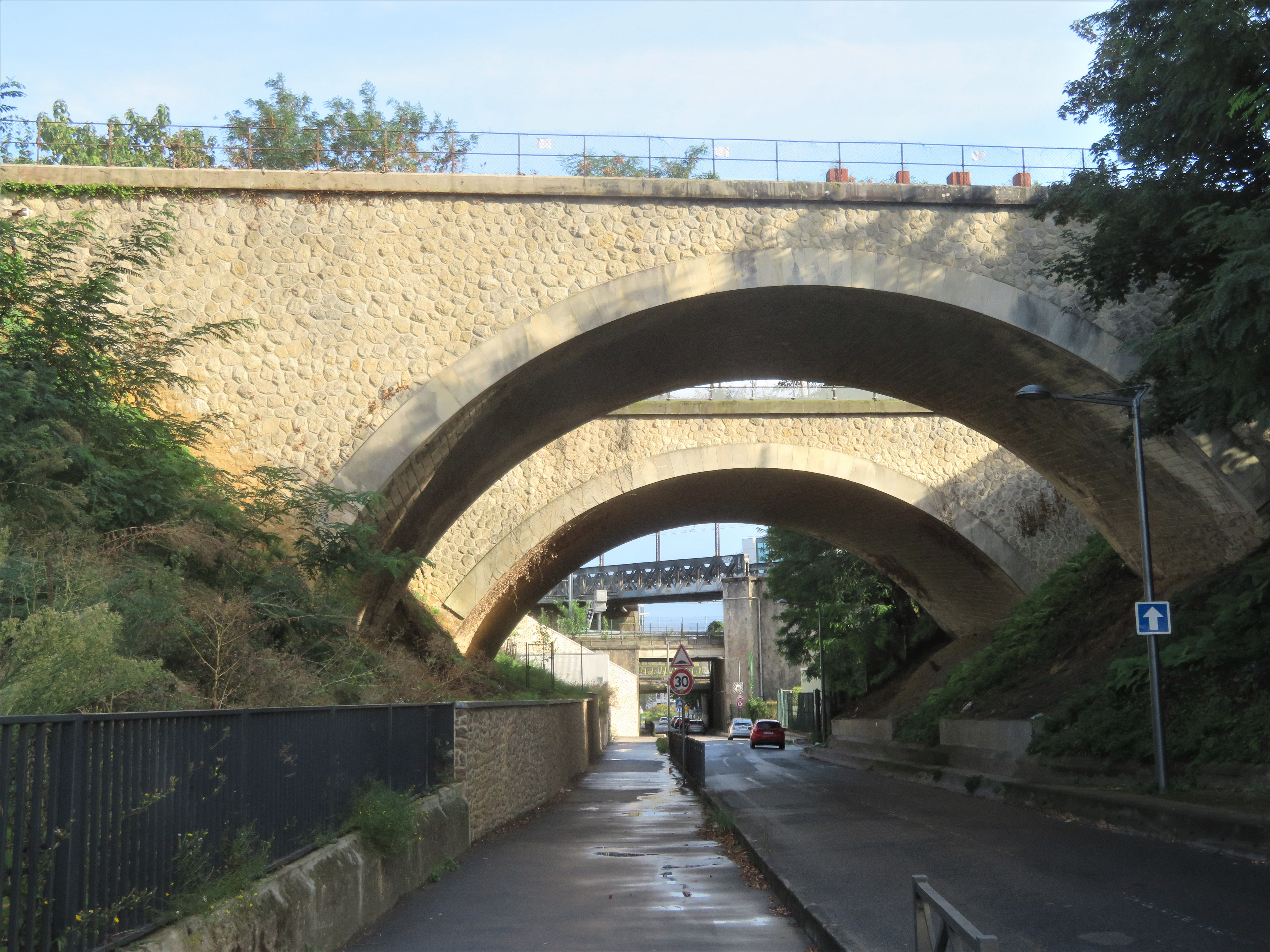
Ponts vus du rond-point Salvador Allende. Pont sans voie au 1er plan puis RER C
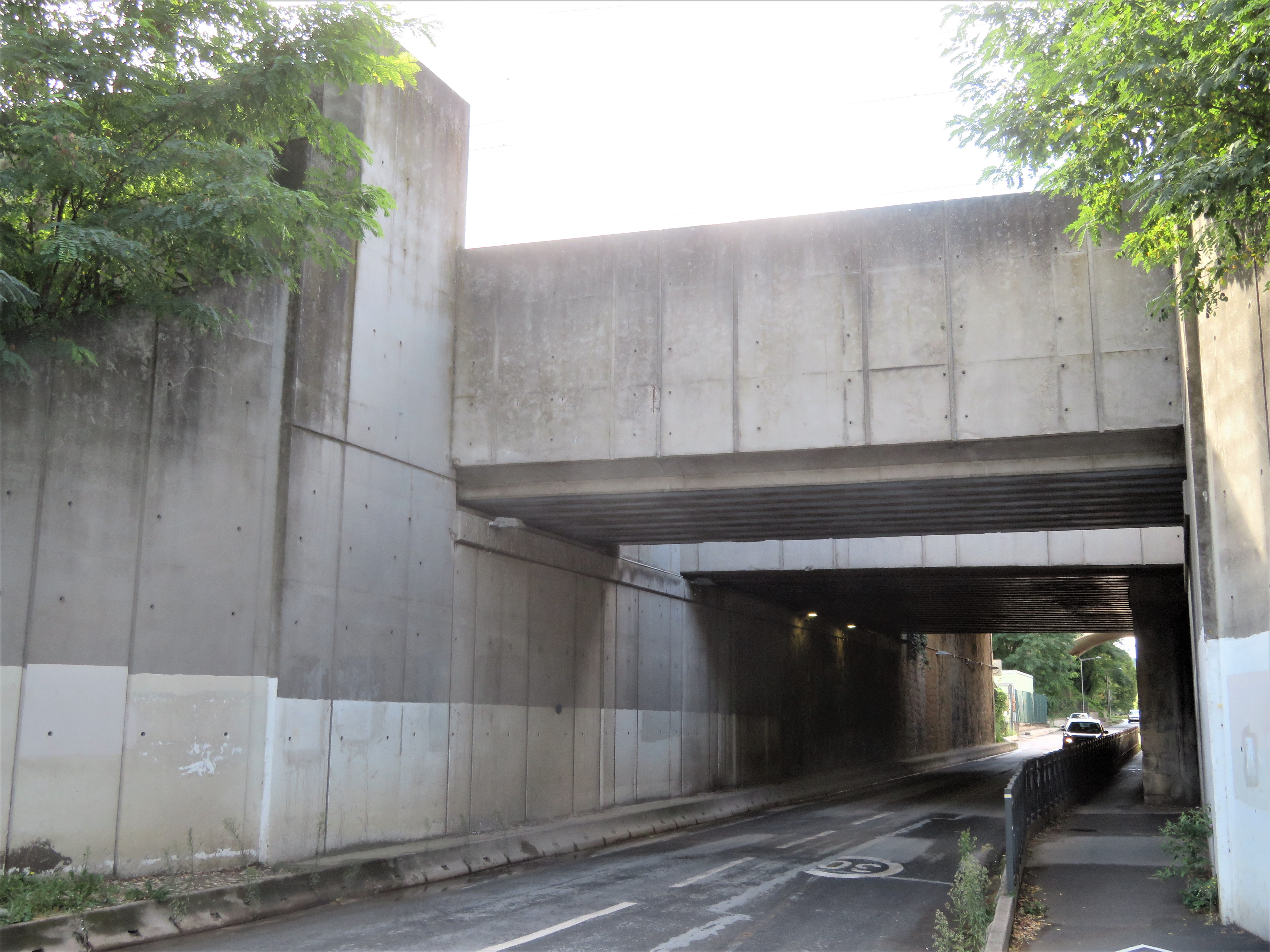
Ponts du TGV vus en direction du rond-point Salvador Allende
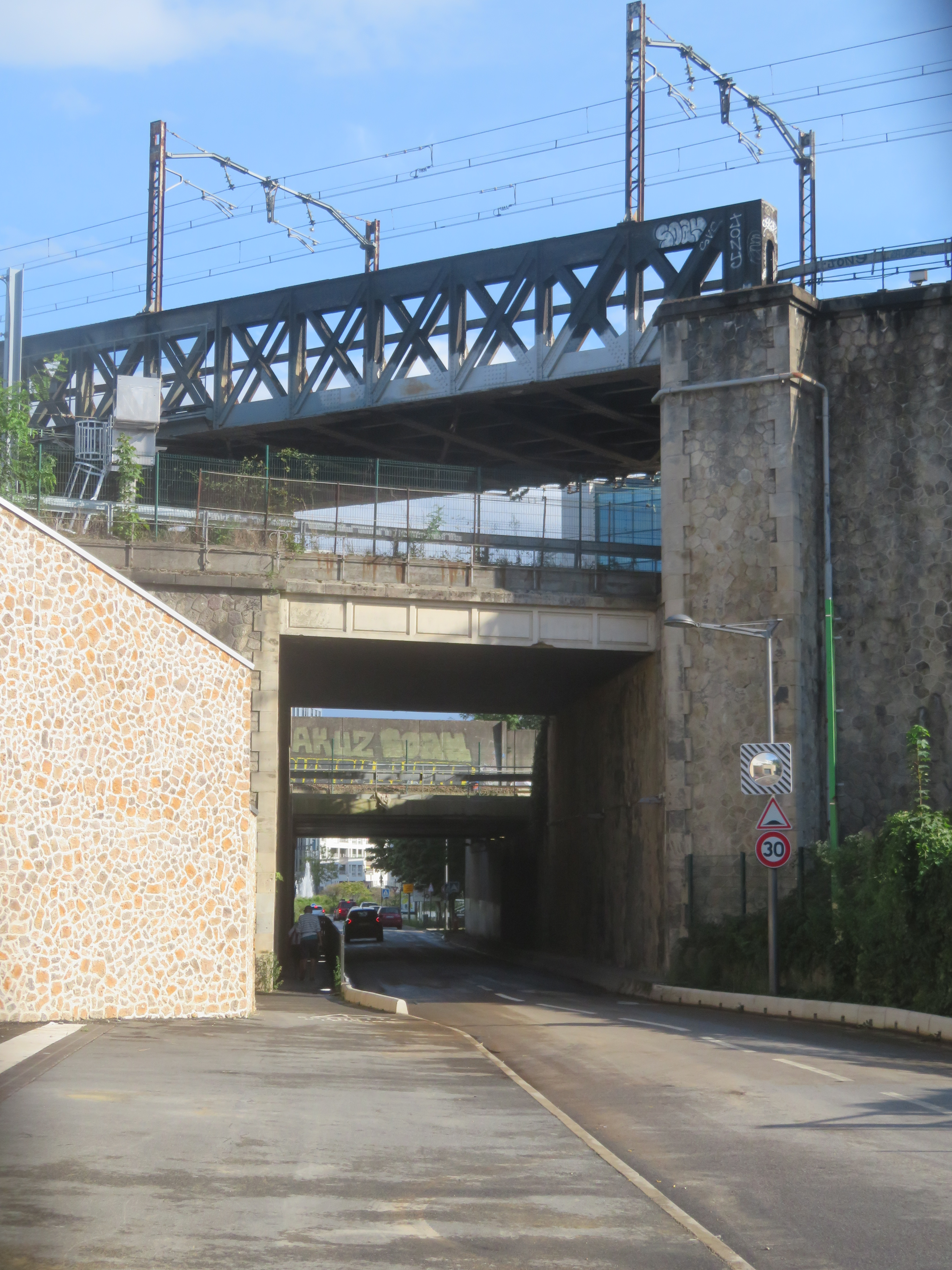
RER C enjambant les ponts du RER B (1er plan) et du TGV
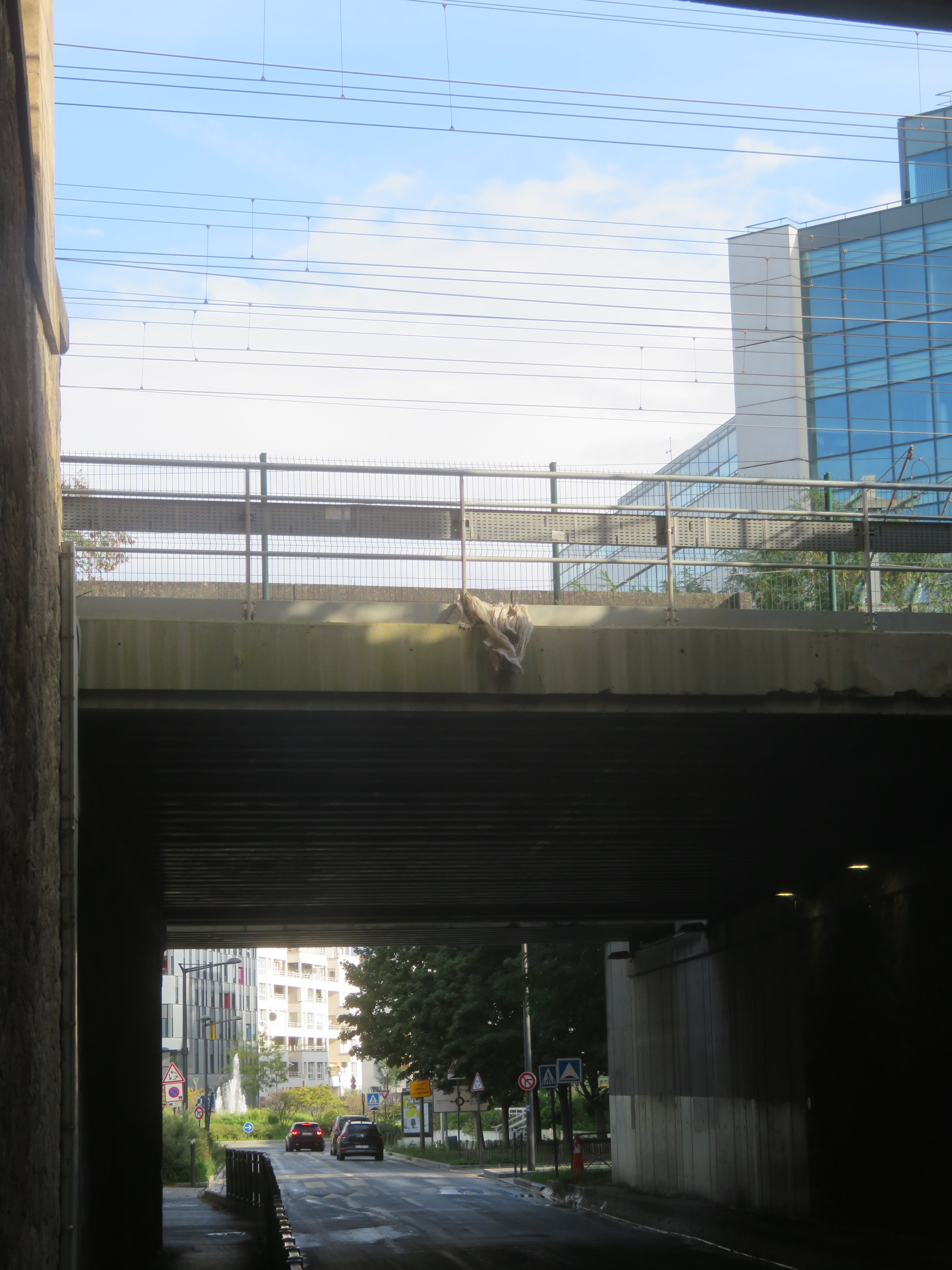
Ponts du TGV vus vers le rond-point Nelson Mandela

À partir du rond-point Salvador-Allende la rue passe sous 6 ponts ferroviaires, successifs :
- le premier en maçonnerie qui ne supporte aucune voie a été construit vers 1920 pour un raccordement de la ligne de Grande Ceinture avec la ligne de Paris à Chartres par Gallardon  dont les travaux de la partie de Massy-Palaiseau à Paris ont été abandonnés au cours de l'entre-deux-guerres ;
- pont en maçonnerie datant également de 1920 environ où passent les 2 voies de la branche de la ligne de Choisy-le-Roi à Massy-Verrières par Orly de la ligne du RER C  (ancienne Grande ceinture stratégique) ;
- pont de la ligne du RER B (ancienne ligne de Sceaux) ;
- pont métallique datant de 1910, construit également dans la perspective d'établissement de la ligne Paris-Chartres par Gallardon, sur lequel passent les deux voies de la branche C 8 du RER C de Juvisy à Massy-Palaiseau (ancienne ligne de Grande Ceinture puis tramway T12 à partir de décembre 2023). Ce pont est un saut de mouton qui enjambe le pont du RER B puis ceux en béton construits dans les années 1990 successivement :
  - un premier sur lequel passent la voie de la liaison du TGV intersecteurs de Marne-la-Vallée en direction de la gare de Massy-TGV (voie latérale ouest de cette gare où s’arrêtent les TGV vers Bordeaux et la Bretagne) et les 2 voies principales du TGV de Paris-Montparnasse à la gare de Massy-TGV (voies centrales sans arrêt de cette gare),
  - le pont où passe la voie du TGV intersecteurs en provenance de cette gare vers Marne-la-Vallée (voie latérale est de cette gare où s’arrêtent les TGV vers le Nord).

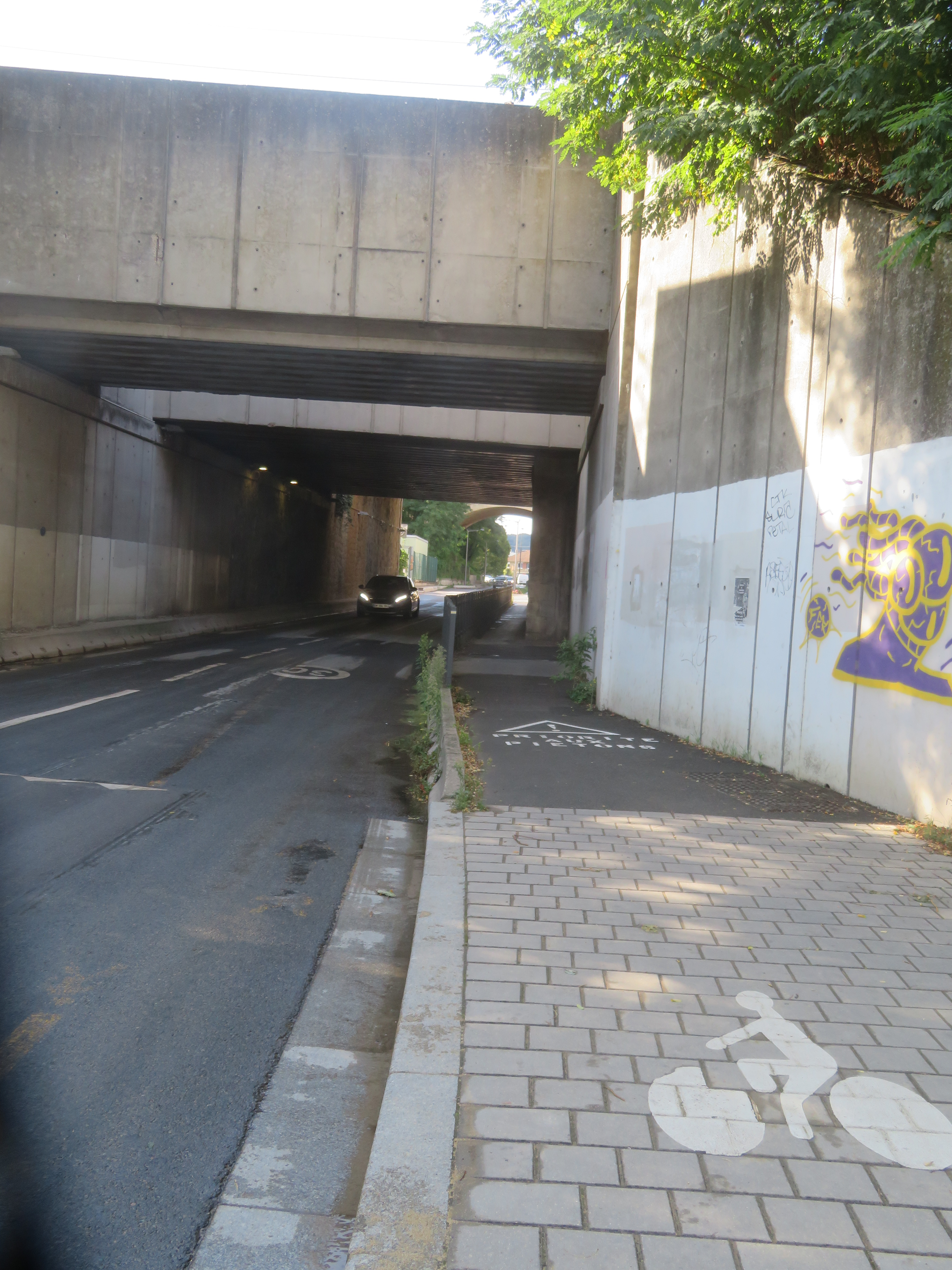
Passage étroit sous les ponts du TGV vu vers le rond-point Salvador Allende

Après ce passage étroit dans un site ferroviaire particulièrement complexe, la rue plus large est bordée par des immeubles de bureaux des années 2010 qui se prolongent sur le rond-point de la place Nelson Mandela.
Cette première partie est à deux voies de circulation à sens unique en direction de Villaine avec double sens cyclable (trottoir piétons-vélos comprenant un passage étroit sous les ponts du TGV avec priorité piétons).
La partie de la rue du rond-point Nelson-Mandela à la rue de Paris à double sens de circulation, deux fois deux voies séparées par un terre-plein central, bandes cyclables et larges trottoirs est bordée d’immeubles d’habitation et de bureaux construits dans les années 2000 et 2010.